# Терминалия Фердинанда
Терминалия Фердинанда (лат. Terminalia ferdinandiana) — дерево семейства Комбретовые, произрастающее в тропических лесах Северо-Западной Австралии.

## Биологическое описание
Стройное, средних размеров, листопадное дерево высотой до 30 м с серой чешуйчатой корой и бледно-зелёной листвой. Цветки маленькие сливочно-белые, расцветают с сентября по декабрь. Плоды желтовато-зелёные овальные, 2 см длиной и 1 см шириной, созревают начиная с марта. Внутри они содержат по одному семени.

## Использование
Мякоть плодов издревле употреблялась австралийскими аборигенами в пищу. Всемирную известность Слива какаду получила после того, как выяснилось, что её плоды являются самыми богатыми природными источниками витаминов, в 100 г сливы может быть до 5300 мг витамина C (при суточной потребности человека 70-100 мг). Его там оказалось значительно больше, чем у занимающей второе место Мирциарии сомнительной и в 50 раз больше, чем в апельсинах.